# Seifeddine Ben Hassen
Seifeddine Ben Hassen (ur. 11 sierpnia 1991) – tunezyjski judoka. Startował w Pucharze Świata w 2010, 2012 i 2014. Zdobył trzy medale na mistrzostwach Afryki w latach 2009 - 2012.